# 三兕海天牛
三兕海天牛（学名：Elysia trisinuata）一种分布于日本及中国等地区海域的软体动物，隶属于海天牛科海天牛属。

## 形态特征
三兕海天牛是一种小型的海天牛。身体呈蛞蝓形，为淡黄至青绿色，头颈部、侧足外面有橙色或土黄色斑点，近边缘散布有一列6～8个围有红色圈的橙色斑点。眼的直后方有一对橙色园斑。